# Museo al aire libre Moguer EScultura
El Museo al aire libre "Moguer Escultura" es una exposición permanente y pública, de esculturas y monumentos, repartidas por el casco urbano de Moguer (Andalucía, España). Fue una iniciativa del Ayuntamiento de Moguer, puesta en marcha en el año 2014, y con la que se pretendía embellecer el casco urbano de Moguer, protegido como Bien de Interés Cultural con la tipología de Conjunto Histórico, mediante la colocación de esculturas y monumentos de sus hitos turísticos y culturales. Se incluyen todas las piezas escultóricas que existían en el municipio y que fueron inauguradas en diversas conmemoraciones como el  V Centenario del Descubrimiento de América (1992), así como nuevas piezas inauguradas en efemérides como el "Año Platero" (2014), el 525º aniversario del Descubrimiento de América (2017) y las jornadas anuales “Moguer, América y yo” (Desde 2024).

## Piezas Juanramonianas
Son piezas de temática "Juanramoniana", estatuas o monumentos conmemorativos relacionados con la figura del Premio Nobel de Literatura Juan Ramón Jiménez. Dentro de esta temática destaca la serie "Platero EScultura", creadas con motivo de las conmemoraciones del centenario de la primera publicación de la elejía andaluza Platero y yo.

### Monumento a Juan Ramón Jiménez
Ubicación: 37°16′29.3″N 6°50′19.3″O / 37.274806, -6.838694

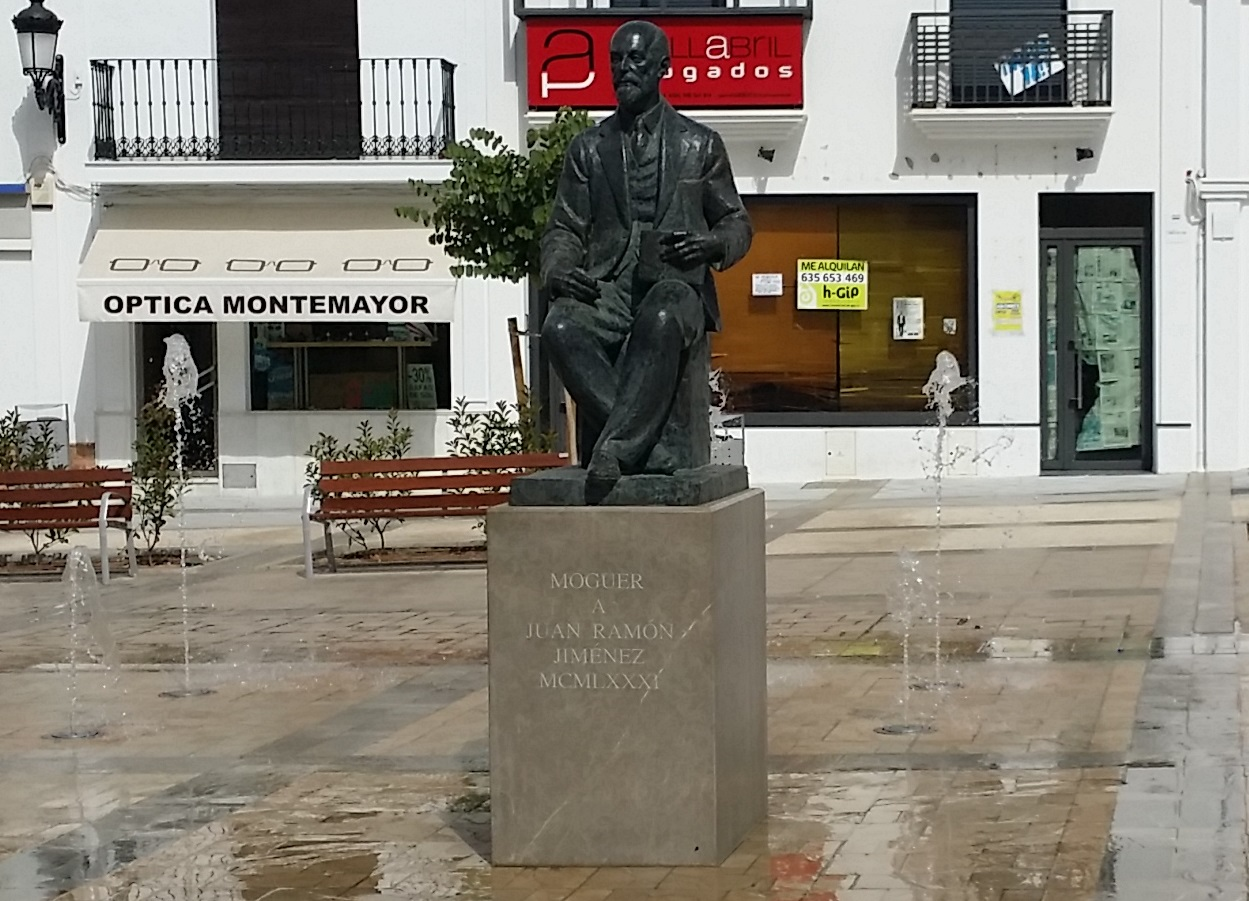
Monumento a Juan Ramón

Se ubica en la Plaza del Cabildo. El monumento original fue inaugurado el 23 de diciembre de 1981,  con motivo del centenario del nacimiento de Juan Ramón Jiménez. Originalmente constaba de la escultura de Juan Ramón en bronce, de unos 1,5 metros de altura, sobre pie de granito, que representa al poeta, sentado y pensativo. La escultura estaba jalonada a ambos lados con dos esculturas planas de mármol en relieve, con alegorías del Amor y la Poesía presentes en su obra. Todo el conjunto estaba enmarcado en una fuente con cuatro surtidores, en cuyo suelo aparecía el escudo de la ciudad de Moguer. Fue realizado por el escultor Octavio Vicent.
Tras la remodelación urbanística y peatonalización realizada en el año 2014 en la plaza, la escultura de Juan Ramón, ahora sobre pie de piedra natural, se ha situado en el centro de la plaza, enmarcada en una fuente seca con 16 surtidores de agua, con luces de colorido variable, mientras que las esculturas de mármol en relieve de las alegorías Amor y Poesía, se han empotrado en la fachada interior de la entrada columnada del Ayuntamiento de Moguer.

### Monumento a Zenobia Camprubí
Ubicación: 37°16′32.85″N 6°50′15.53″O / 37.2757917, -6.8376472

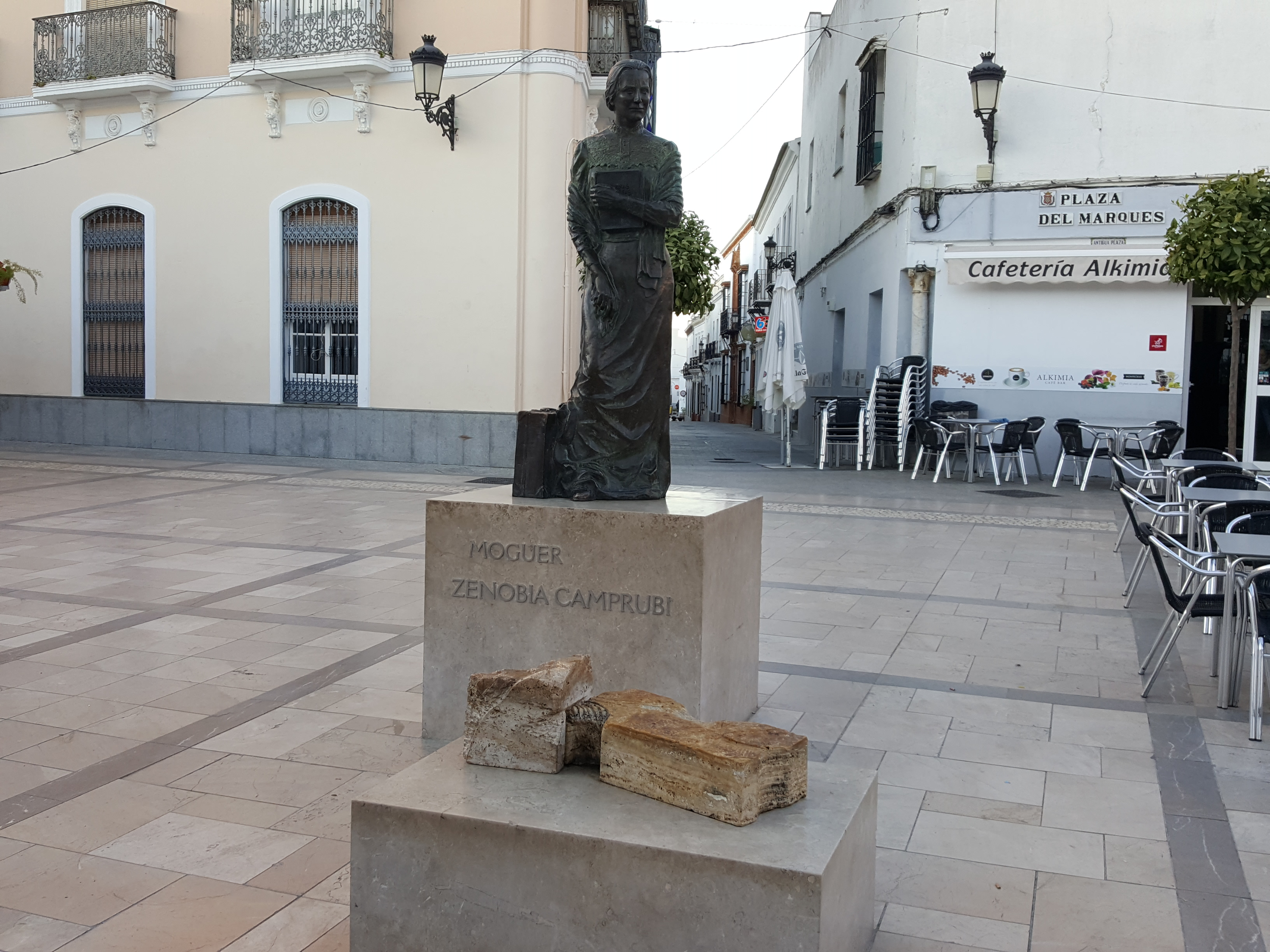
Monumento a Zenobia Camprubí

Se sitúa en la Plaza del Marqués. Este monumento está dedicado a Zenobia Camprubí Aymar, esposa y musa de Juan Ramón Jiménez, compañera inseparable y decisiva colaboradora del poeta en todos sus proyectos literarios.
Inaugurado el 5 de junio de 1999 en la esquina noroeste de la Plaza del Marqués, tras la remodelación urbanística y peatonalización de la plaza realizada en el año 2012, se reubicó en el centro de la plaza. Los autores de este monumento fueron José Luis Rosado, Javier Díez, y Pablo Vallejo.
La escultura, realizada en bronce, a tamaño real, y situada sobre pie de piedra natural, representa a Zenobia volviendo de un largo viaje para descansar para siempre en el pueblo natal de su marido. Sujeta en su mano izquierda un libro, las obras completas de Rabindranath Tagore y viste sobre sus hombros un chal con varias bordados con la cara de Juan Ramón. A sus pies una maleta que recoge las firmas de sus autores,  y a un metro se sitúa, sobre pie de piedra natural, un par de bloques de piedra porosa.

### Piezas de la serie “Platero EScultura”
Esta serie de ocho esculturas, fueron inauguradas dentro de las conmemoraciones del "Año Platero" (2014), con motivo de la celebración del centenario de la primera publicación de 'Platero y yo'. El Ayuntamiento y la Fundación Municipal de Cultura de Moguer pretendían perpetuar en sus calles el recuerdo de la universal obra del Nobel moguereño. Están todas inspiradas en diferentes capítulos de la elegía andaluza de Juan Ramón Jiménez.

#### Escultura "Platero"
Ubicación: 37°16′29.15″N 6°50′18.78″O / 37.2747639, -6.8385500

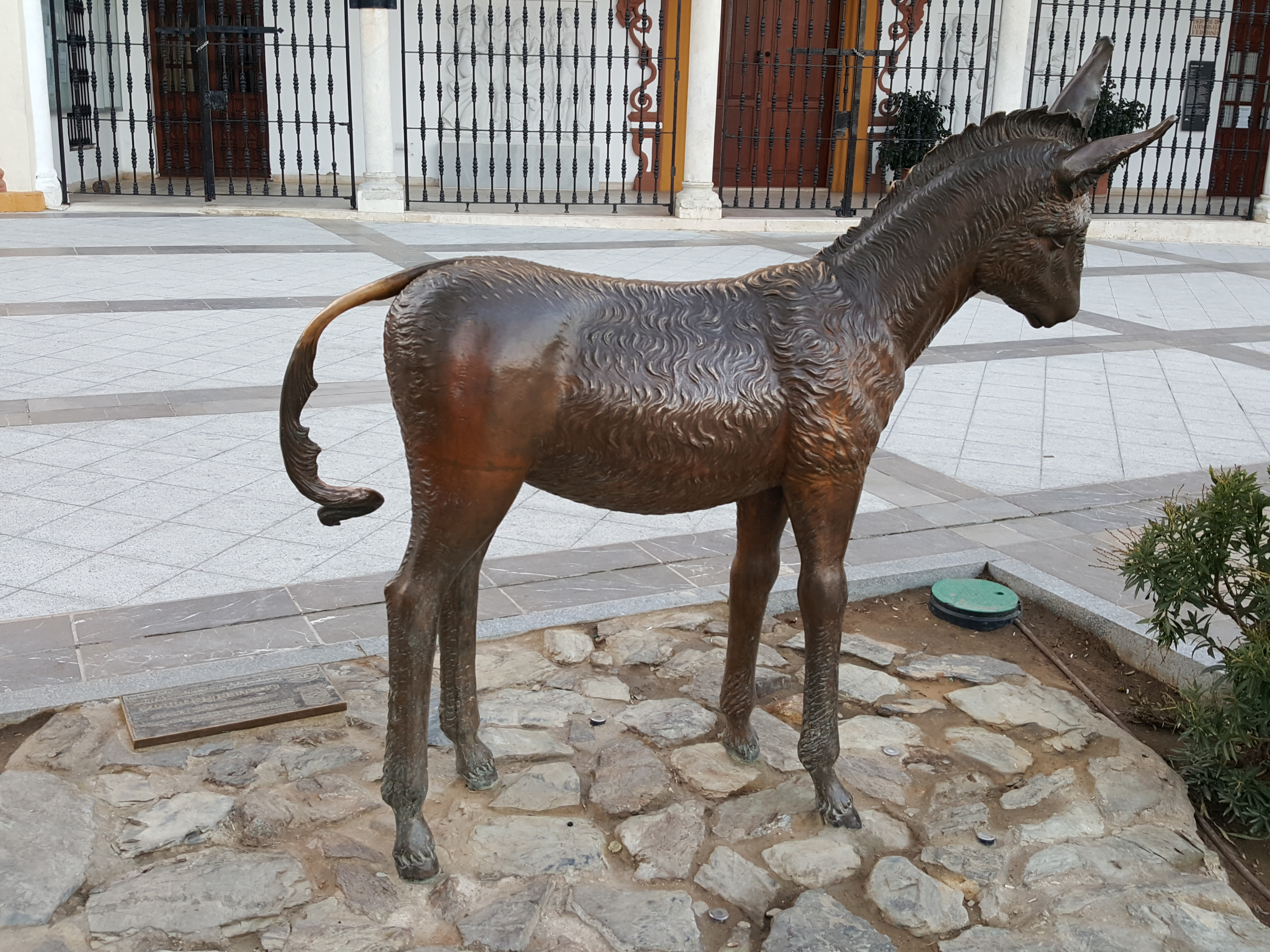
Escultura "Platero"

Se ubica en la Plaza del Cabildo, junto al Ayuntamiento de Moguer, y frente al Monumento de Juan Ramón Jiménez.
Fue la primera estatua de la serie escultórica ‘Platero EScultura’, y está dedicada a la figura del burrillo ‘Platero’. Fue inaugurada el 24 de enero de 2014, en el marco de una verbena popular al estilo de las que se celebraban en la localidad hace cien años, cuando fue escrita “Platero y yo”. 
Su autor es el artista sevillano Álvaro Flores, el cual ganó el concurso internacional de ideas convocado al efecto por la Fundación Municipal de Cultura. Está inspirada en el capítulo I, titulado "Platero".  
La obra está realizada en bronce y representa a ‘Platero’ como un burro joven, con un leve gesto en su cabeza que, según el artista, «lo dota también de humildad, docilidad y mansedumbre, condiciones todas ellas inseparables de la bondad». El realismo de la figura queda acentuado en la fragilidad de sus patas o el cuidado puesto por l artista en el tratamiento de la expresión de la cara y el pelaje del burrillo. Otro elemento importante de la escultura es la recreación del perfil del poeta que el autor consigue utilizando la cola del animal, o la incorporación de elementos claramente juanramonianos como son una rama de naranjo y una mariposa.

#### Escultura "Idilio de Abril"
Ubicación: 37°16′30.4″N 6°50′13.6″O / 37.275111, -6.837111

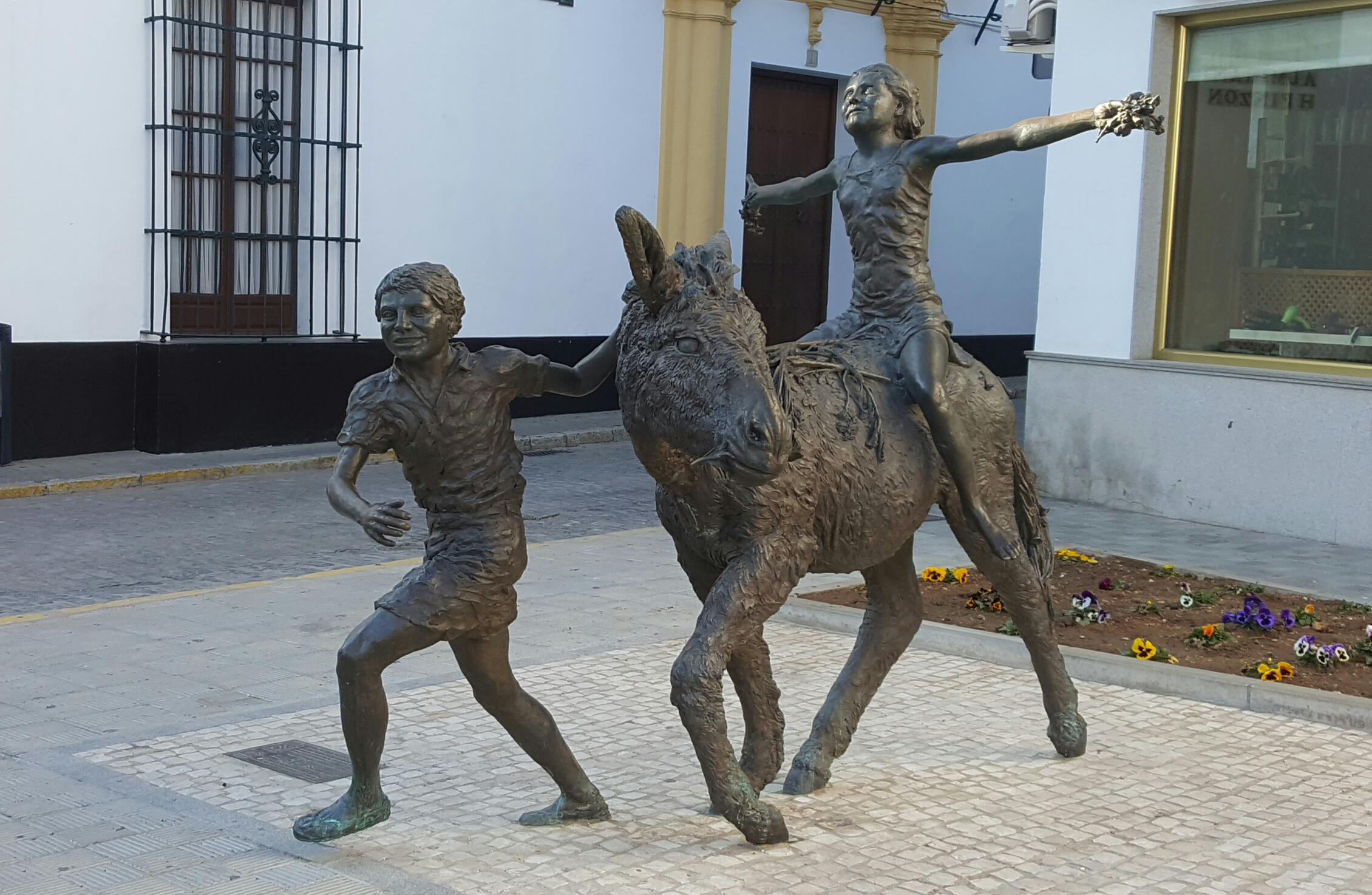
Escultura “Idilio de Abril”

Situada en una esquina noroeste de la Plaza de la Iglesia, próxima a la Casa de la familia Hernández-Pinzón.
Fue inaugurada el 3 de julio de 2014. Es una composición inspirada en el capítulo XXIX, que lleva por título 'Idilios de Abril'. En el acto inaugural niños de la localidad leyeron el capítulo y posteriormente actuó una compañía de Teatro.
Su autor es el escultor Pedro Requejo Novoa, y describe la escena de 'Platero' cargado de flores regresando de un paseo por el primaveral campo moguereño, entre el bullicio y las risas de los niños que lo acompañan, sorprendidos todos por una tormenta de abril. 
La obra, fue realizada en bronce, plena de lirismo hasta alcanzar incluso un estilo barroco.  Consta de la figura de un borrico, algo mayor, acompañado por dos pequeños. Una niña que, a sus lomos y con flores en sus manos, abre los brazos al viento, y un niño que parece realizar una amistosa confidencia al animal, mientras éste mastica flores.

#### Escultura "El niño y el agua"
Ubicación: 37°16′37.7″N 6°50′34.8″O / 37.277139, -6.843000

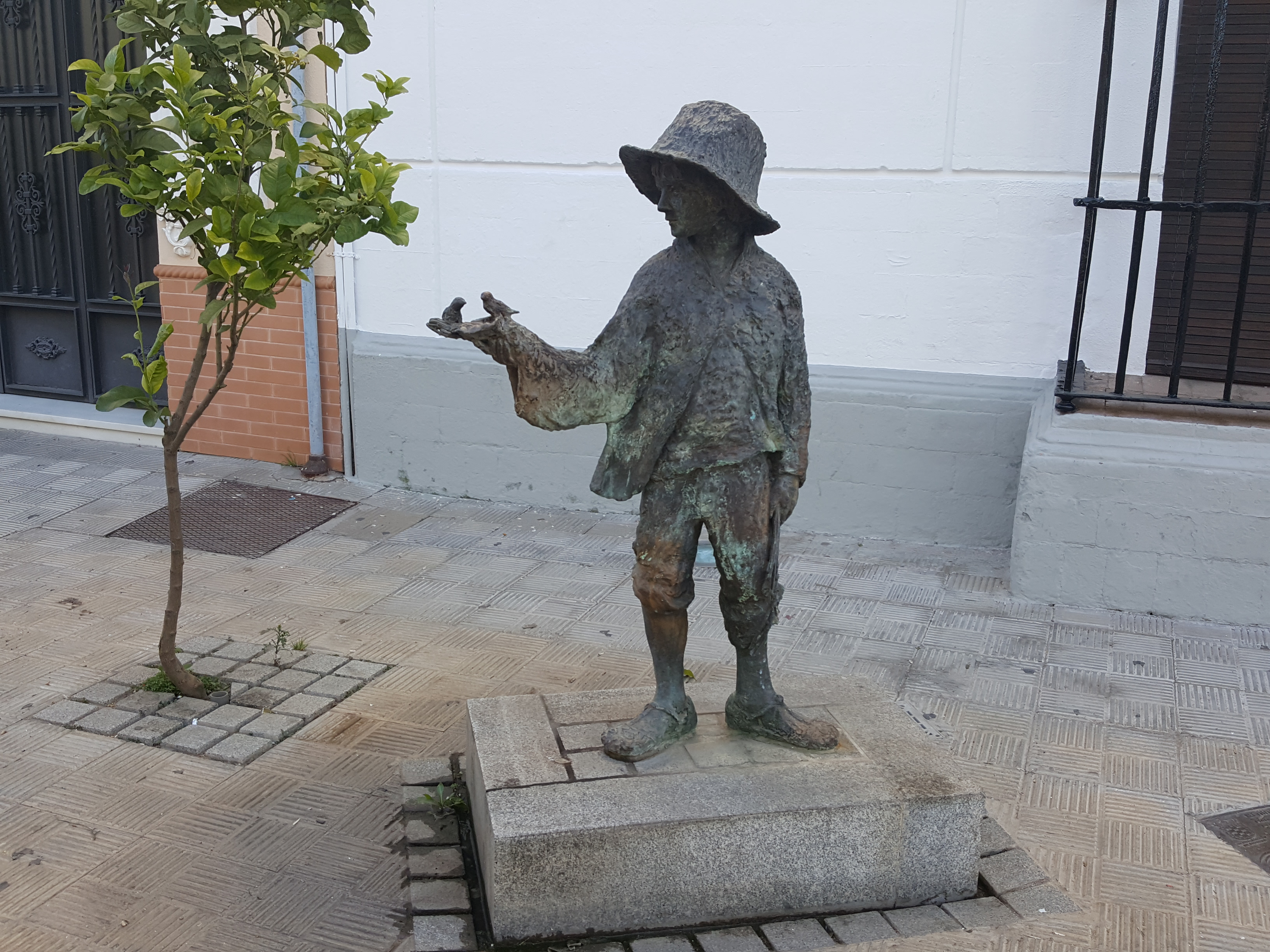
Escultura “El niño y el agua”

Situada en la calle Ribera, junto a la puerta principal de la Casa Natal de Juan Ramón Jiménez. La ubicación de la pieza junto a su casa natal aumenta el atractivo del espacio juanramoniano, en un barrio tan emblemático y tan presente en su obra como La Ribera, que tuvo tanta repercusión en la vida y la obra del Nobel.
Fue inaugurada el 2 de septiembre de 2014. Es una composición inspirada en el capítulo XLII, que lleva por título “El niño y el agua”, y representa al niño protagonista del capítulo en el que Juan Ramón Jiménez describe el modo en el que un chiquillo del Moguer de la época queda absorto ante el agua que fluye de una fuente.
Su autor es Francisco Martín Molina, La figura está realizada en bronce, y sobre la mano, que sirve de salida de la fuente, están posados dos pajarillos. La obra, además de sus valores artísticos, se ha diseñado también como una fuente pública de agua potable, lo que la dota sin duda de un valor añadido.

#### Escultura "Asnografía"
Ubicación: 37°16′41.1″N 6°50′12.3″O / 37.278083, -6.836750

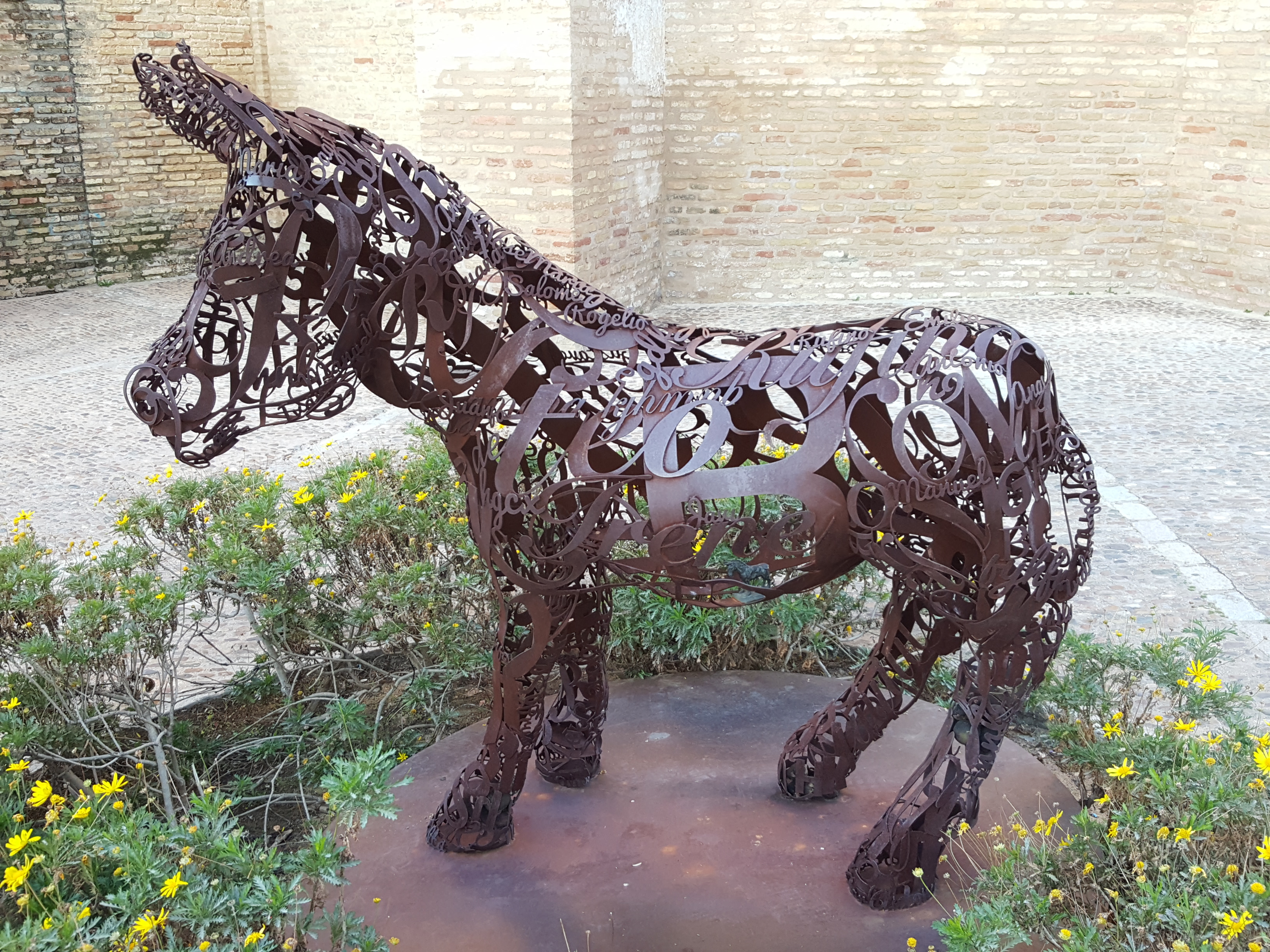
Escultura “Asnografía”

Situado en el centro de la Plaza de la coronación, próxima al Monumento de la Coronación.
Fue inaugurada el 29 de septiembre de 2014 en la Plaza de las Monjas, junto al ábside de la iglesia del Monasterio de Santa Clara, pero en el año 2025 fue restaurada por el autor y trasladada a su actual ubicación. Está basada en el capítulo LV titulado ‘Asnografía’. En este capítulo, Juan Ramón reflexiona sobre la palabra 'Asnografía' y su definición en el diccionario, cuestionando cómo un animal como el asno no merece "una descripción seria", cuando es "tan intelectual, amigo del viejo y del niño, del arroyo y de la mariposa...".
El autor es Víctor Pulido. Es un trabajo realizado a partir de láminas de diferentes metales, convertidas por el artista en trazos de letras y nombres que acaban dando forma a los inconfundibles volúmenes de Platero, logrando así captar la esencia del capítulo juanramoniano para lograr un espectacular efecto en tres dimensiones que sorprende por su energía y vitalidad. Asombra el detalle del pequeño platero colocada en el interior de su cuerpo a la altura del estómago.

#### Escultura "El tío de las vistas"
Ubicación: 37°16′32.5″N 6°50′15″O / 37.275694, -6.83750

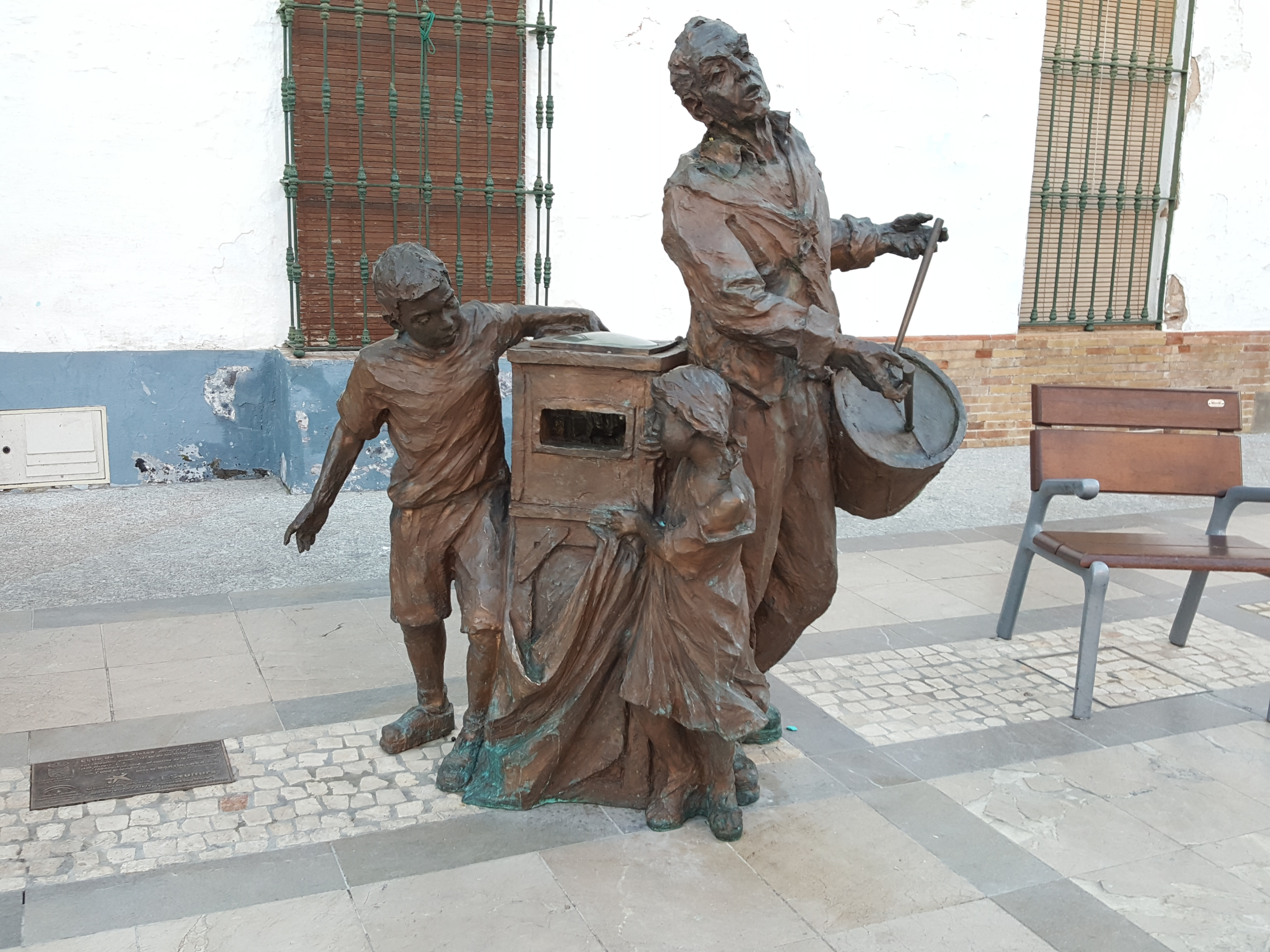
Escultura “El tío de las vistas”

Situada en una esquina sureste de la Plaza del Marqués, muy cerca de la escultura dedicada a Zenobia Camprubí.
Inaugurada el 5 de diciembre de 2014. Está basada en el capítulo XLIX, que lleva por título ‘El Tío de las Vistas’. En este capítulo Juan Ramón describe la llegada al pueblo de este personaje, tocando su tambor y portando su caja de imágenes en las que los niños y niñas, del Moguer de entonces, miraban ilusionados esas «vistas» de distintos lugares y personajes del mundo, que les permitían echar a volar su viva imaginación.
Realizada por el escultor Martín Lagares, es un complejo escultórico en bronce a tamaño real, que representa al personaje del Tío de las Vistas, con el tambor y la caja descrita por el poeta, y acompañado por las figuras de un niño y una niña que, a ambos lados de la caja de imágenes, parecen querer descubrir la magia que encierra el singular artefacto.
Una de las características principales de esta pieza es su interactividad con el público, ya que la persona que admire la escultura, también podrá mirar a través de la caja, y ver en su interior las imágenes que el poeta describe en su obra, a las que se han incorporado otras estampas relacionadas con el poeta de la luz y la universal epopeya de Platero.

#### Escultura "Darbón"
Ubicación: 37°16′31.75″N 6°50′26.2″O / 37.2754861, -6.840611

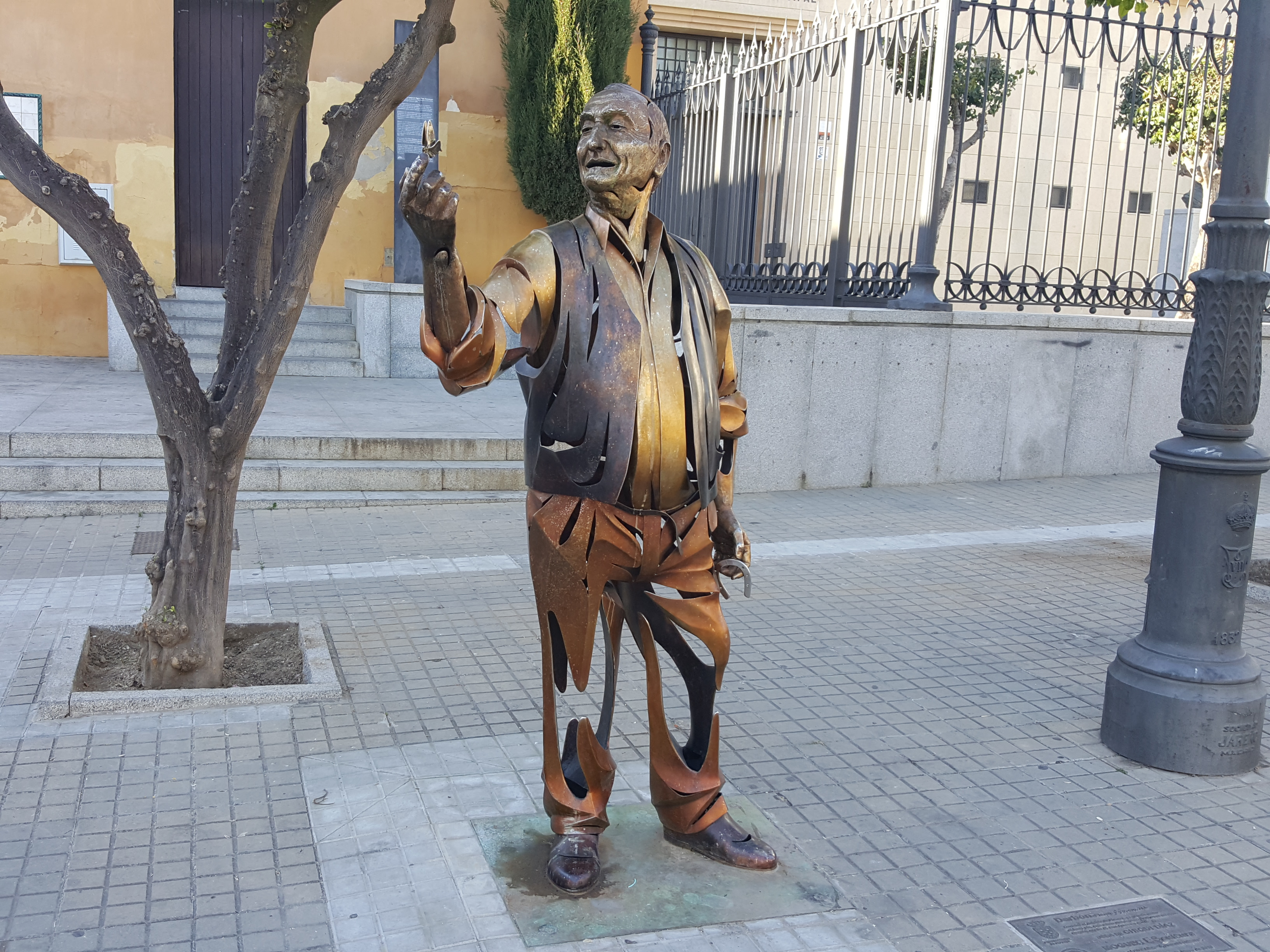
Escultura “Darbón”

Situado en la Plaza de San Francisco, frente a la puerta de entrada trasera del Convento de San Francisco.
Se inauguró el 29 de mayo de 2015, coincidiendo con el aniversario de la muerte de Juan Ramón Jiménez. Está dedicada a Darbón, el ‘médico de Platero’, e inspirada en el capítulo XLI que lleva por título "Darbón".
La obra fue realizada por el escultor José Manuel Díaz Benítez, conocido popularmente como Chiqui Díaz, un innovador e investigador en el mundo de la escultura y la fundición de metales, que ha sido capaz de desarrollar una técnica propia para realizar obras en acero fundido, a las que dota además de un colorido y una vitalidad especiales, aportando al noble metal distintas pátinas que confieren a la obra un extraordinario acabado.
El diseño de la figura de Darbón conjuga de manera admirable esos volúmenes metálicos en acero patinado, con espacios abiertos que confieren a la obra una enorme frescura y modernidad. Destaca además que la técnica de fundición de acero, que desarrollada con esta pieza, la convierte en única en toda España.

#### Escultura "Aguedilla"
Ubicación: 37°16′26.05″N 6°50′21.15″O / 37.2739028, -6.8392083

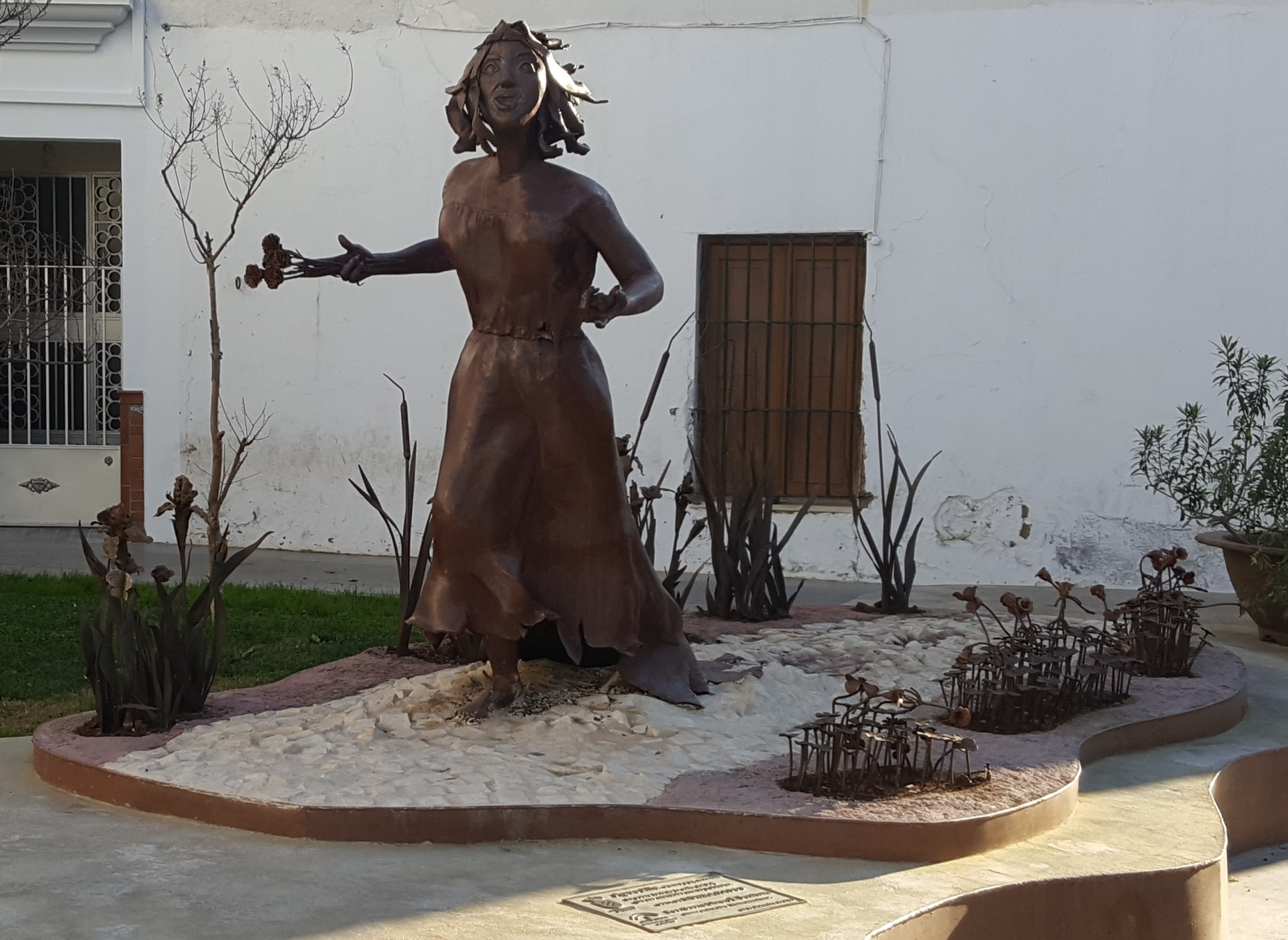
Escultura “Aguedilla”

Situada en la actual calle Rábida, antigua calle del sol, donde vivía Aguedilla.
Fue inaugurada el 12 de diciembre de 2015. Juan Ramón Jiménez dedicó "Platero y yo" a Aguedilla, a la que el poeta tenía especial cariño (A la memoria de Aguedilla, la pobre loca de la calle del Sol que me mandaba moras y claveles).
Su autora es la onubense Monika Rasco. La escultura da vida a este singular personaje, utilizando como guía las pocas señales que el poeta ha trasmitido de ella en las páginas de la ‘elejía andaluza’, simbolizando en la figura de Aguedilla el abrazo agradecido de un pueblo a su poeta. 
La escultura de Aguedilla, se representa dando la impresión de estar en movimiento, y porta claveles en una mano y moras en la otra. Camina sobre un sendero circundado de plantas y flores típicas de la zona, y que como el mismo personaje, están realizadas en hierro reciclado.

#### Escultura "La miga"
Ubicación: 37°16′33″N 6°50′28.85″O / 37.27583, -6.8413472

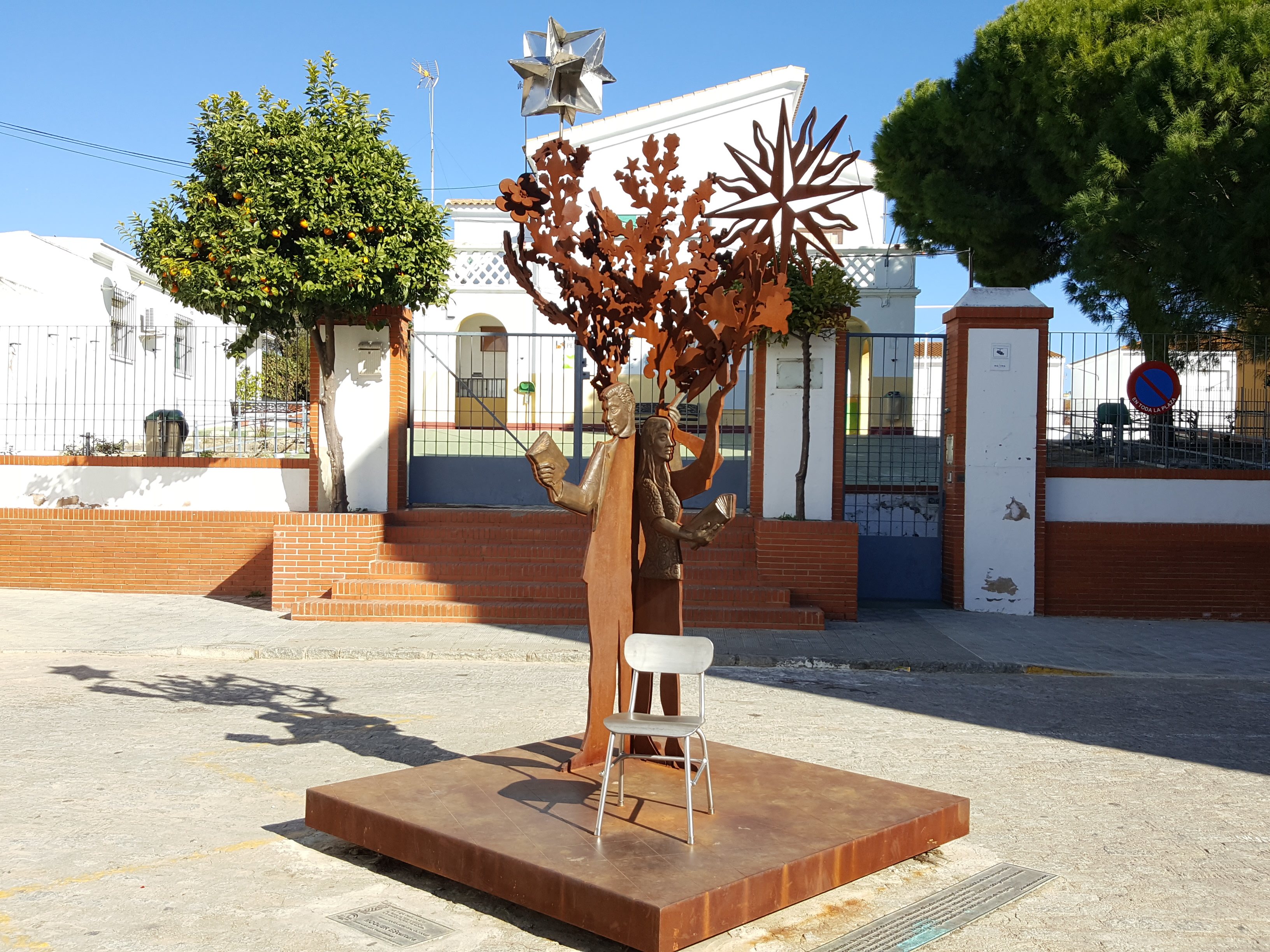
Escultura “La miga”

Situada en la Plaza de la Soledad, junto al antiguo Colegio Pedro Alonso Niño, cuya entrada en funcionamiento, en el año 1953, supuso el inicio de la educación oficial para el municipio, y que se erige como homenaje a la figura de los antiguos maestros de escuela. 
Fue inaugurada el 23 de diciembre de 2015. En esta ocasión la escultura está inspirada en el capítulo VI titulado ‘La miga’. Las migas eran las antiguas guarderías, en las que un "maestro" daban clases a los más pequeños. 
Su autora es la artista moguereña María José Díaz Olivares, y está realizada con acero corten, bronce y acero inoxidable pulido, conformando un conjunto escultórico que integran las figuras de un maestro y una maestra, bajo la copa del árbol del conocimiento. Se sitúa sobre un pie de acero cuadrangular sobre el que aparece una silla de colegio realizada con metales plateados.
Junto a la base cuadrada, se sitúa una placa homenaje en la que figura: 

"Este monumento es un reconocimiento a la comunidad docente que durante décadas contribuyó a la formación de los moguereños y al que fue el primer centro de nuestro pueblo."

## Piezas "Moguer y América"
Piezas con temática relacionada con los acontecimientos y personajes moguereños que participaron el Descubrimiento de América, y su posterior exploración y evangelización. Fueron inauguradas con motivo de las celebraciones del V Centenario del Descubrimiento (1992), el V centenario de la muerte de Cristóbal Colón (2006), el 525 Aniversario del Descubrimiento (2017), y las jornadas anuales “Moguer América y yo”.

### Monumento a los Hermanos Niño
Ubicación: 37°16′50.9″N 6°49′58″O / 37.280806, -6.83278

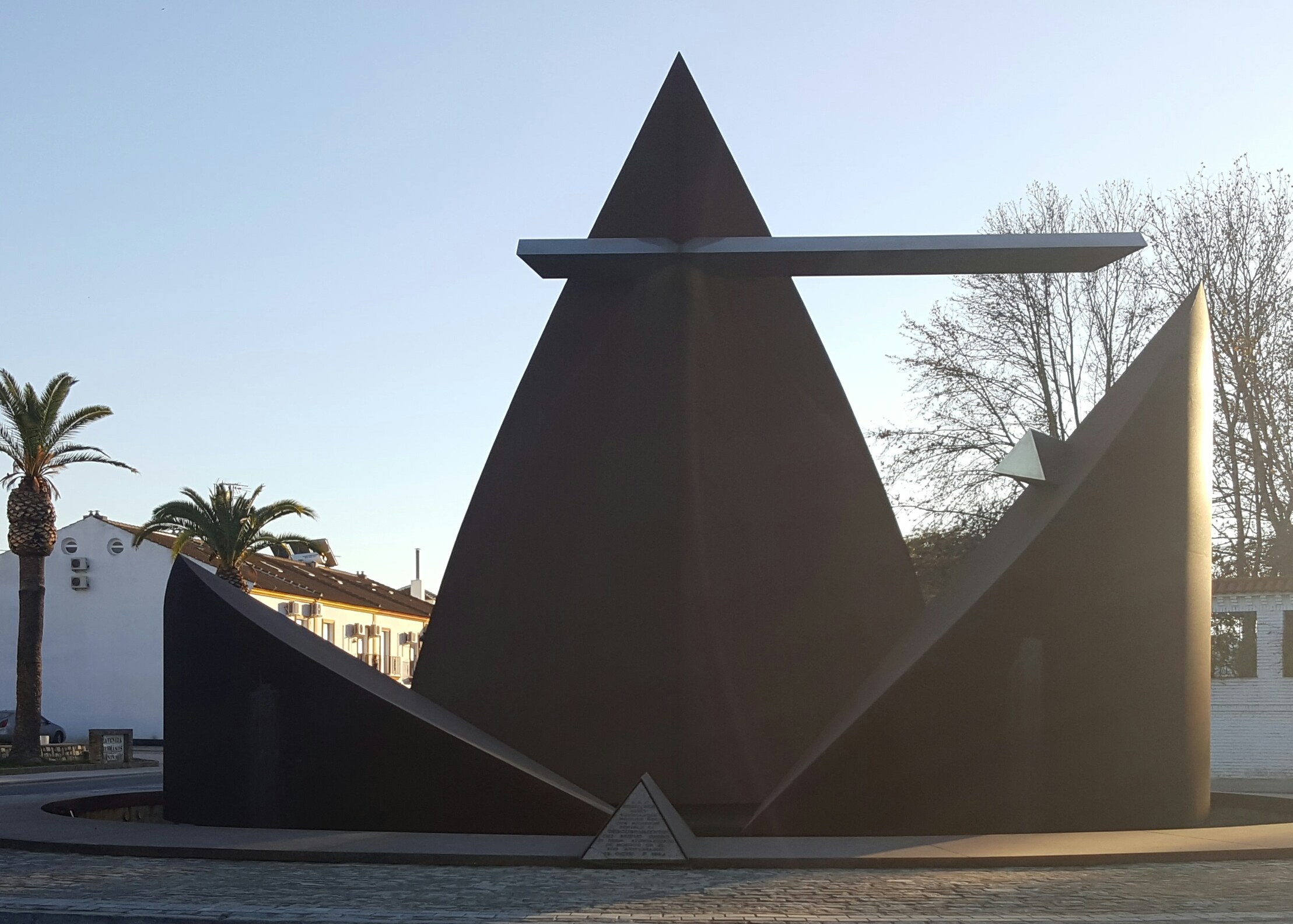
Monumento a los Hermanos Niño

Situado en la rotonda de inicio de la avenida Hermanos Niño, en el acceso norte al municipio por la carretera A-494 que la comunica con San Juan del Puerto.
Fue inaugurada el 12 de octubre de 1992, junto con la avenida del mismo nombre anexa, dentro de las conmemoraciones del V Centenario del Descubrimiento de América, con una inversión de 18.585.716 de pesetas (111.706 €). Rinde homenaje a los Hermanos Niño, cuya participación fue decisiva en los preparativos y desarrollo del viaje descubridor. Pedro Alonso fue piloto de la nao Santa María a la órdenes de Cristóbal Colón, Francisco participó como marinero en este viaje, y Juan como maestre de la carabela La Niña de la que era propietario.
Es obra del escultor Juan Carlos Castro Crespo, y está realizada con acero cor-tem con un efecto de oxidación y plateados, circundada por una fuente perimetral sin surdidores. Está formada por grandes volúmenes de metales que pretenden dar la imagen abstracta de las velas de las tres carabelas, henchidas por el viento. Una placa, a sus pies, homenajea a los citados Hermanos Niño  con la siguiente cita:

"A los Hermanos Niño, navegantes moguereños que hicieron posible el descubrimiento del nuevo mundo. El excmo. Ayuntamiento de Moguer en el 500 aniversario."

### Escultura a los pueblos indígenas de América
Ubicación: 37°16′15.7″N 6°50′33.2″O / 37.271028, -6.842556

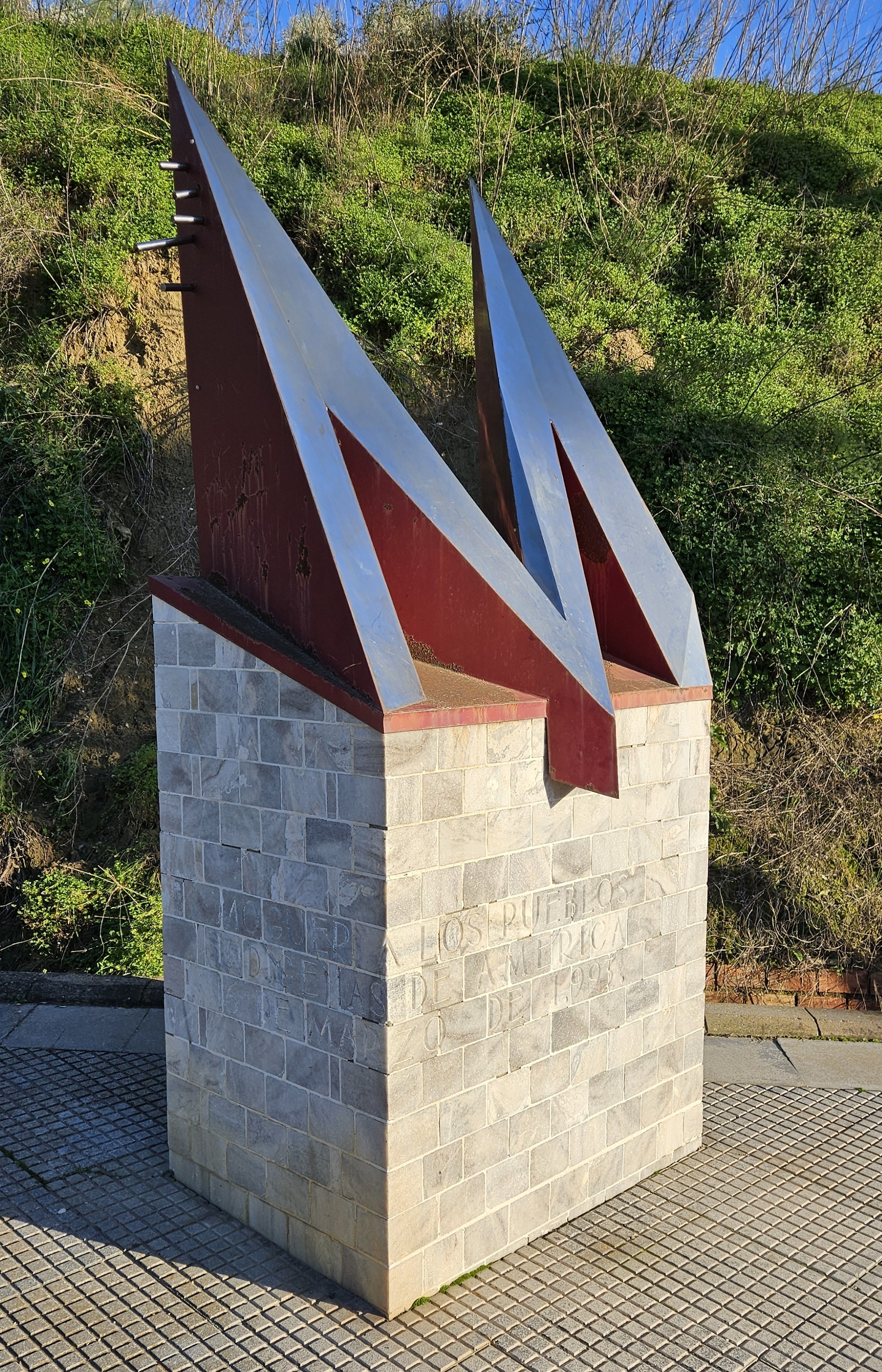
Escultura a Pueblos Indígenas de América

Situada en el paseo peatonal izquierdo de la Avenida de América, a la altura del acceso a la urbanización “El Pozuelo”.
Fue inaugurada, el 16 de marzo de 1993, en el marco de la inauguración  de la reurbanización realizada en la carretera de acceso sur, en la que se creó sendos paseos peatonales  a ambos lados, y se renombró como “Avenida de América”. El acto estaba enmarcado en las conmemoraciones del V Centenario del Descubrimiento de América y en la rememoración del Voto colombino que se celebra anualmente. 
Rinde homenaje a los pueblos indígenas de América con los que se produjo el mestizaje, origen de la fusión de culturas y razas  hispanoamericanas, surgido, una vez superada la colisión inicial entre civilizaciones, gracias al intercambio y simbiosis económica-cultural que dio origen a un imperio que se convirtió en la potencia económica y cultural mundial de la época.
La escultura tiene una base trapezoidal, formadas por piezas de mármol con forma de prisma rectangular, sobre la que se asienta una figura tridimensional en acero inoxidable, que representan la “A” “M” de “América”, estando lacada en rojo la parte trasera de dicha figura. En dos de las caras, frontal y lateral izquierda, de la base cuadrangular, figura la siguiente cita:

"Moguer a los pueblos indígenas de América. 16 de marzo de 1993."

### Monumento a Cristóbal Colón
Ubicación: 37°16′31.95″N 6°50′21.55″O / 37.2755417, -6.8393194

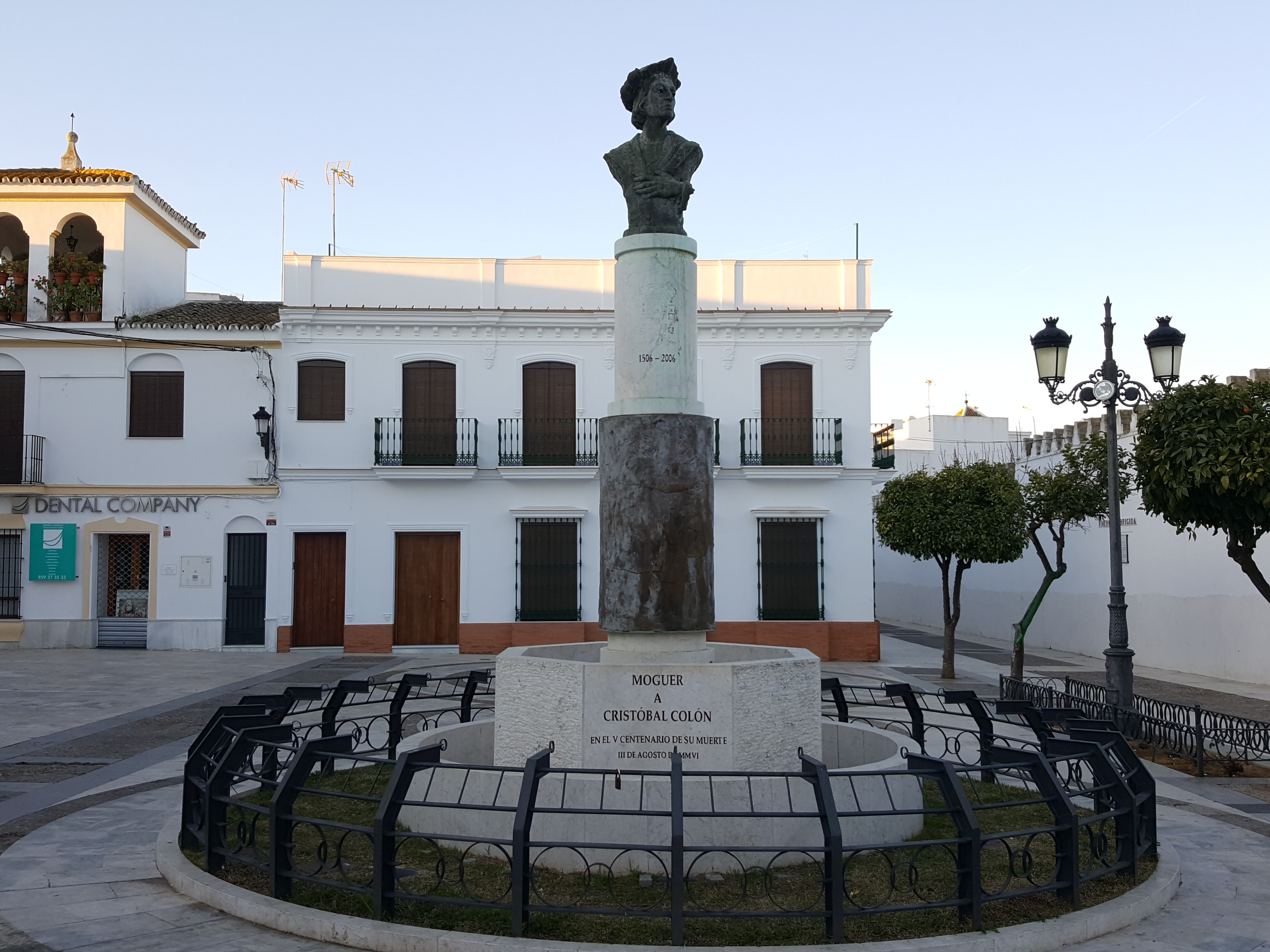
Monumento a Cristóbal Colón

Situado en la Plaza de las monjas, junto a la entrada principal del Monasterio de Santa Clara.
Fue inaugurado el 3 de agosto de 2006, coincidiendo con el 514 aniversario de la partida de las naves descubridoras hacia el Nuevo Mundo, y dentro de los actos conmemorativos del V centenario de la muerte del Almirante Cristóbal Colón, celebrados en Moguer. El monumento simboliza un «perpetuo homenaje a la figura de Colón y la relación que mantuvo con Moguer». 
Su autor es Alberto Germán Franco. Consiste en una columna trajana en mármol de 5 metros de altura, sobre la que se encuentra el busto de Colón realizado en bronce. En la parte inferior de la columna aparecen representadas en bronce diversas escenas con la relación entre el navegante y Moguer, y bajo ella hay un pedestal con una fuente octogonal, donde, en cuatro de sus caras, figura una inscripción conmemorativa que explica las escenas talladas sobre el anillo en bronce de la columna superior. Todo el complejo escultórico se enmarca sobre una fuente circular, de cuatro metros de diámetro, con 4 surtidores de agua, que vierten sobre otra fuente octogonal interior de tres metros.

### Monumento a Pedro Alonso Niño
Ubicación: 37°16′34.3″N 6°50′19.4″O / 37.276194, -6.838722

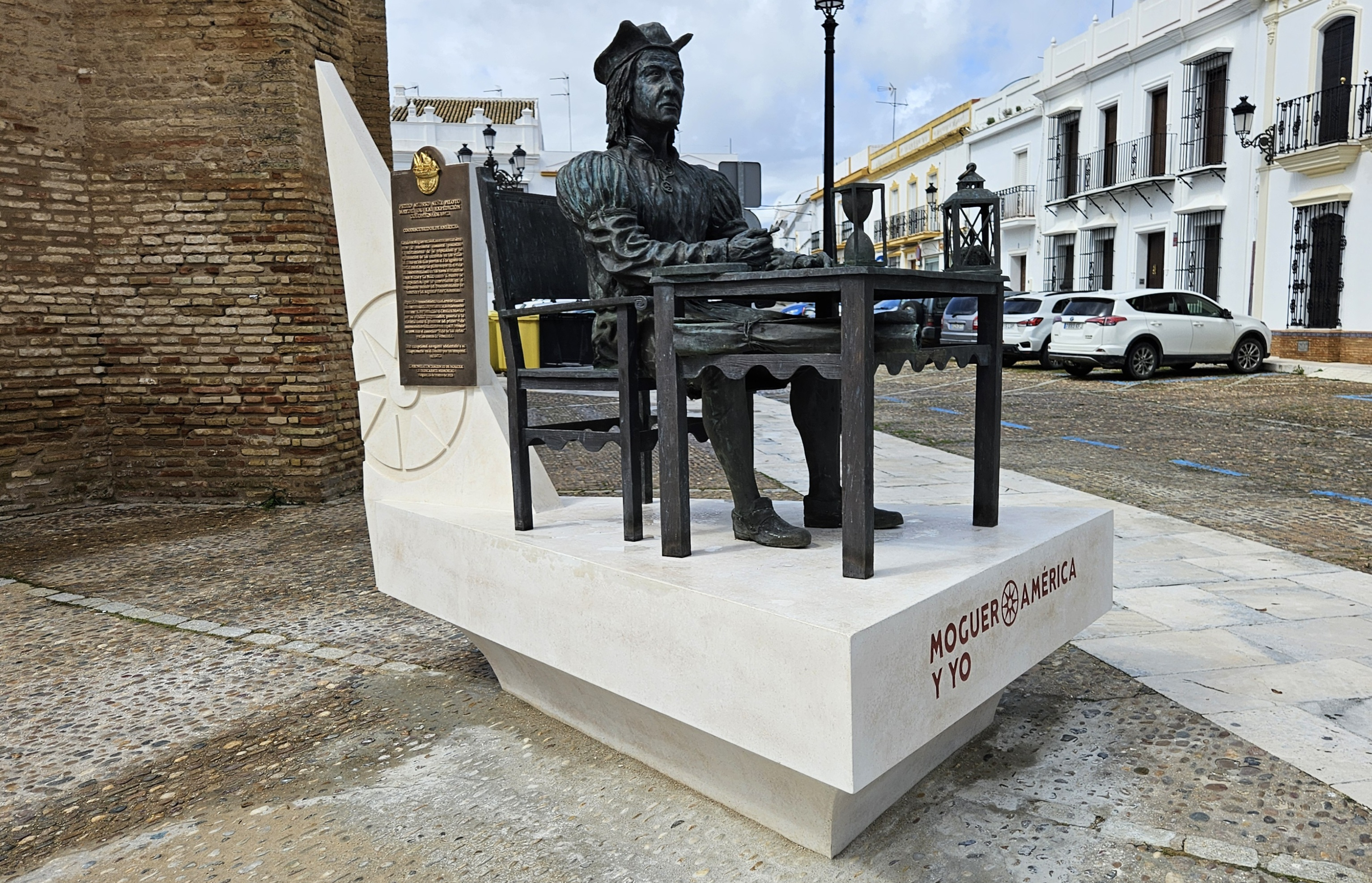
Monumento a Pedro Alonso Niño

El Monumento a Pedro Alonso Niño está ubicado en la Plaza de las Monjas, junto al ábside de la iglesia del Monasterio de Santa Clara. El monumento rinde homenaje al piloto-descubridor Pedro Alonso Niño, marino este, que influyó decisivamente a la hora de soslayar las múltiples dificultades del primer viaje al Nuevo Mundo y posterior  repercusión en los viajes "menores andaluces".
Fue inaugurado el 15 de marzo de 2025, dentro de los actos de las “II Jornadas Moguer América y yo”, celebradas del 13 al 16 de marzo de 2025, en torno a las conmemoraciones del 532 aniversario del regreso del viaje descubridor y de la rememoración anual del Voto colombino en la iglesia del Monasterio de Santa Clara.
El conjunto escultórico incluye: El pedestal, realizado en piedra blanca por la empresa Modekons, S.L.,  que representa la proa y la vela de la Carabela La Niña. La proa, fijada sobre el suelo de la plaza, tiene unas dimensiones de 270 x 270 x 210 centímetros en su base superior y una altura de 90 centímetros sobre el suelo. En la esquina trasera de la proa se adosa la vela, también realizada en piedra blanca, de 200 centímetros de alto y 80 cm de ancho en la base, en la que figura tallada la rosa de los vientos, y sobre la que se añade una placa memorial en bronce. La figura en bronce de Pedro Alonso Niño, representando al marino como cerebro técnico de la expedición descubridora, en un momento de estudio de las cartas de navegación. El personaje, según la ambientación historicista de la obra, viste al gusto del siglo siglo XV, con casaca, el sombrero y los zapatos de época. Aparece sentado a la tenue luz de un farol, tratando de calcular el mejor rumbo a seguir. Sobre la mesa hay un reloj de arena, para medir el tiempo de guardia, un cuadrante, y bajo la mesa otras cartas. La escultura en bronce de Pedro Alonso fue realizada en el año 2015 por el escultor Anselmo Iglesias Poli, como parte del proyecto original.

### Escultura Memorial marinos del viaje descubridor
Ubicación: 37°16′28.95″N 6°50′19.13″O / 37.2747083, -6.8386472

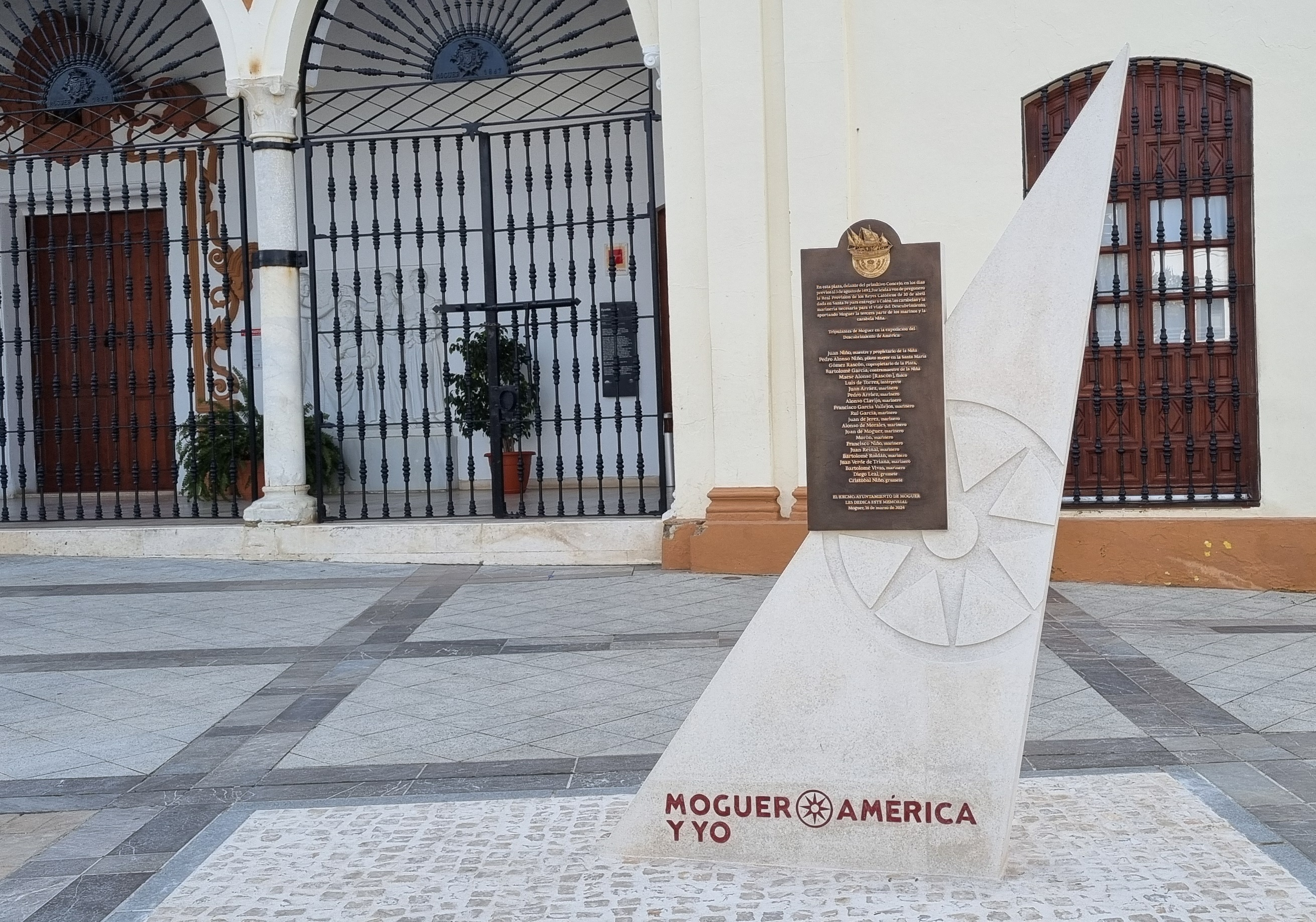
Escultura Memorial marinos del viaje descubridor

Situada en la Plaza del Cabildo, a la derecha de la entrada al Ayuntamiento de Moguer, conformando una triada de esculturas en la plaza, con la obra Escultura "Platero" y el Monumento a Juan Ramón Jiménez.
Fue inaugurada el 16 de marzo de 2024, dentro de los actos de las “I Jornadas Moguer América y yo”, celebradas del 14 al 16 de marzo, en torno a las conmemoraciones del 531 aniversario del regreso del viaje descubridor y del Voto colombino en el Monasterio de Santa Clara. Es una escultura que rinde homenaje a los tripulantes de Moguer que participaron en el viaje descubridor de América. 
Fue diseñada por la Fundación Municipal de Cultura y realizada por la empresa Modekons, S.L.. Se trata de una pieza triangular de piedra blanca de 2,2 metros de alto por 1 de ancho en la base, que representa una vela de las carabelas de la flota descubridora, en la que figura tallada la rosa de los vientos, y sobre la que se añade una placa memorial en bronce en la que se incluye la leyenda:

"En esta plaza, delante del primitivo Concejo, en los días previos al 3 de agosto de 1492, fue leída a voz de pregonero la Real Provisión de los Reyes Católicos de 30 de abril dada en Santa Fe para entregar a Colon las carabelas y marinería necesaria para el viaje del Descubrimiento, aportando Moguer la tercera parte de los marinos y la carabela Niña."

Seguidamente relaciona los 22 tripulantes de Moguer que fueron en la expedición del Descubrimiento de América.

### Escultura de Fray Antonio de Olivares
Ubicación: 37°16′32.27″N 6°50′26.45″O / 37.2756306, -6.8406806

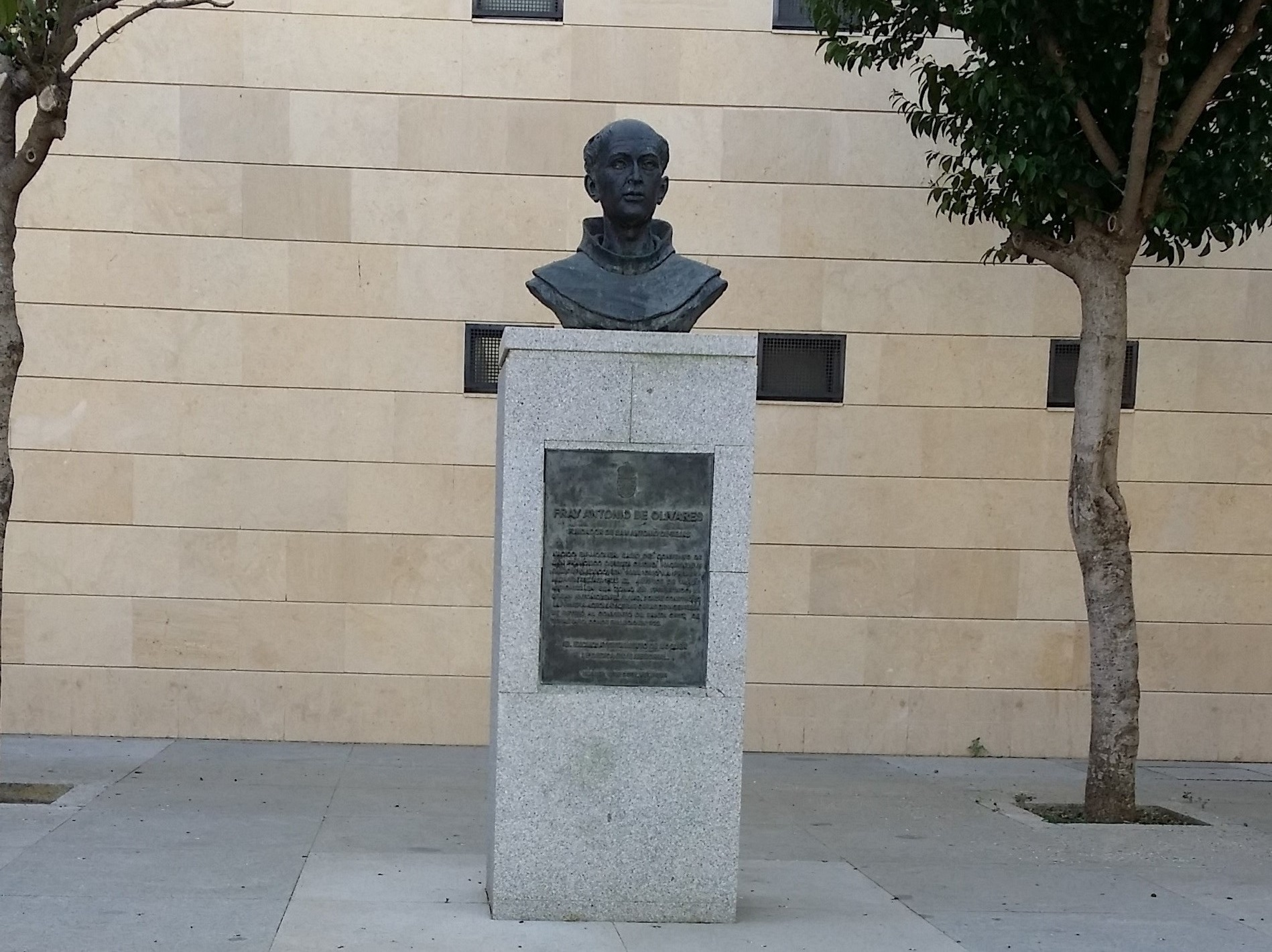
Escultura de Antonio de Olivares

Situada en la Plaza de San Francisco, junto a la entrada al claustro del Convento de San Francisco, monumento del que salieron un gran número de frailes para la evangelización de América, en los años posteriores del Descubrimiento de América.
Fue inaugurado el 12 de octubre de 2005. Es una estatua dedicada al franciscano Antonio de Olivares, reconocido por oficiar la primera misa celebrada en el actual estado de Texas, y sobre todo por su contribución a la fundación de la ciudad de San Antonio, en el estado de Texas (Estados Unidos), y por su exploración del territorio próximo a esa ciudad. Fundó, entre otras misiones, la conocida misión de San Antonio de Valero (El Álamo), el Presidio de San Antonio de Béjar y la Acequia Madre de Valero.
Fue realizado por el escultor Elías Rodríguez Picón. Se trata del busto de este fraile franciscano colocado sobre un pedestal de granito, en el que se ubica una placa en bronce con la inscripción: 

"Nacido en Moguer, salió del Convento de San Francisco de esta ciudad hacia Nueva Galicia (México). Dijo la primera misa en Tejas y fue el artífice de varias misiones en esta zona. En 1718 fundó la de San Antonio, en el Álamo, donde construyó la primera acequia y otras obras de ingeniería. Se retiró al Convento de Santa Cruz de Querétaro, donde falleció en 1722."

## Otros elementos
También componen el museo otros monumentos y esculturas de temática variada, que se distribuyen por el casco urbano de Moguer.

### Monumento de la Coronación
Ubicación: 37°16′43″N 6°50′13.2″O / 37.27861, -6.837000

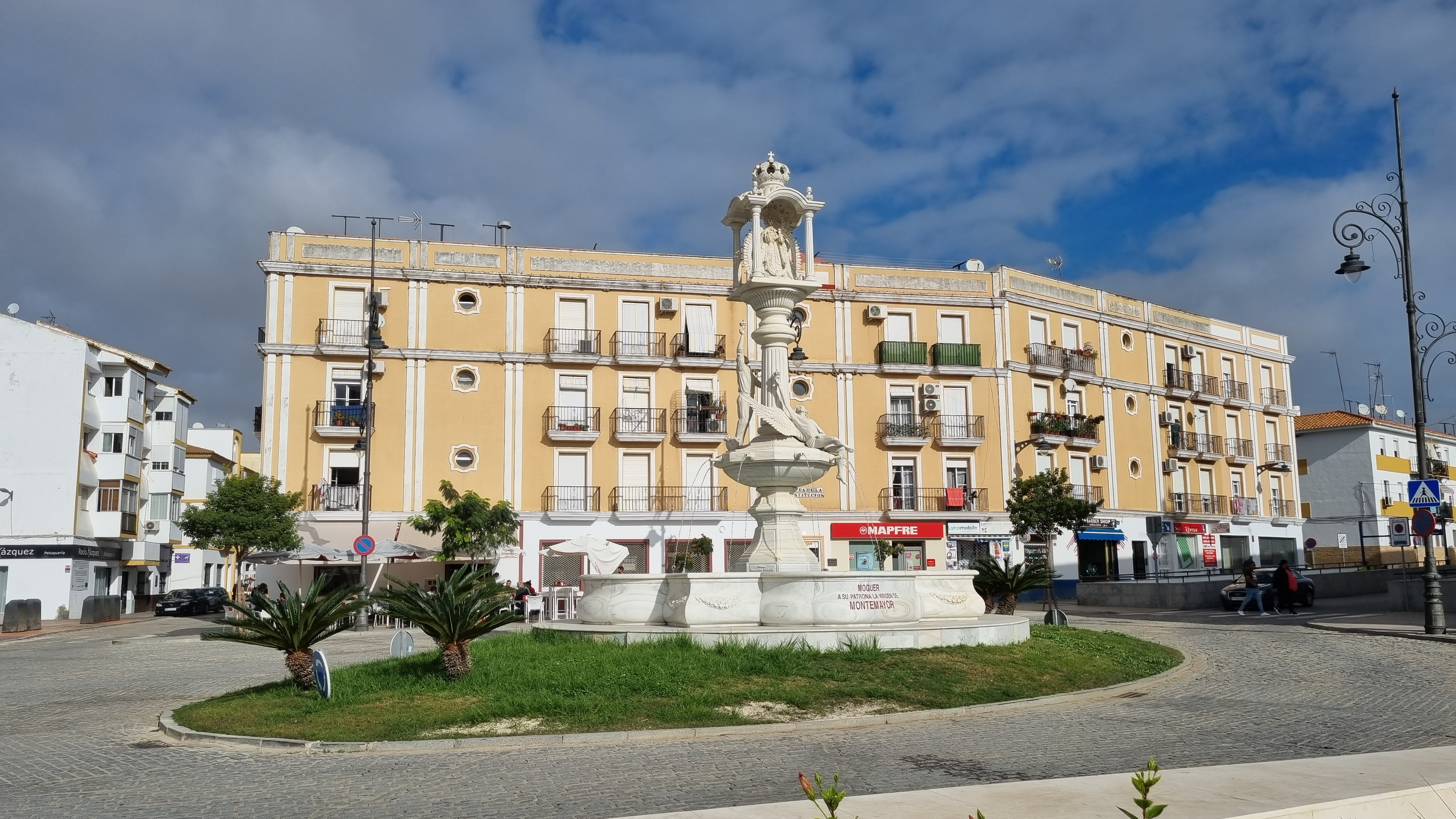
Monumento de la Coronación

Se sitúa en la Plaza de la Coronación y sirve como rotonda del tráfico de la zona. En ese mismo lugar se realizó la coronación canónica, el 15 de junio de 1991, de la Patrona de Moguer, la virgen Ntra. Sra. de Montemayor. 
Fue inaugurada el 15 de junio de 1996, en conmemoración del lustro de la coronación. Fue patrocinada por donaciones de particulares y empresas moguereñas.
Fue realizada por el escultor Valentín Sabiote. Es una fuente realizada en su totalidad con mármol blanco de Macael y conmemora la coronación.
La virgen, bajo su palio coronado, se sitúa sobre una columna con diversos volúmenes en altura, en cuya zona central dispone de 8 surtidores de agua. Sobre los mismos se apoyan las figuras de un ángel y un moguereño, con las coronas de la virgen y el niño. La columna descansa sobre una fuente en forma de estrella con formas redondeadas en la que está grabada la leyenda Moguer a su patrona la Virgen de Montemayor. Todo el conjunto escultórico reposa sobre una plataforma circular escalonada sobre otra mayor, entre las cuales se ubican cuatro zonas ajardinadas.

### Escultura del Ídolo de Tara
Ubicación: 37°16′43.7″N 6°50′23.7″O / 37.278806, -6.839917

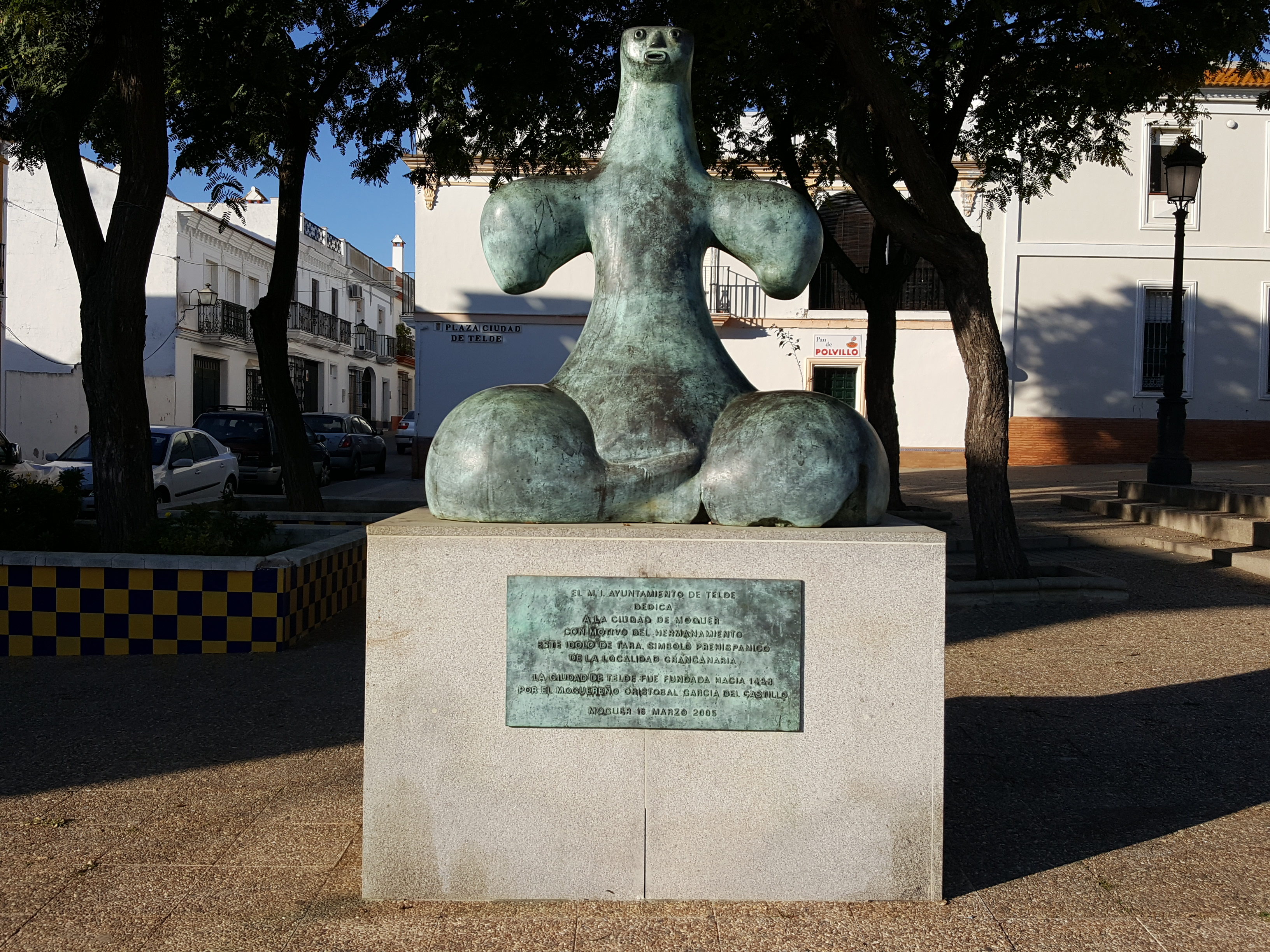
Escultura Ídolo de Tara

Situada en la Plaza Ciudad de Telde, en la urbanización Islas Canarias.
Fue inaugurado el 16 de marzo de 2005, con motivo del hermanamiento entre las ciudades de Telde y Moguer, fundamentado en el hecho de que fue el moguereño, Cristóbal García del Castillo, el que fundó la actual ciudad de Telde, en la Isla canaria de Gran Canaria, en torno al año 1488. Entre los actos conmemorativos celebrados en el hermanamiento de ambas ciudades, se develaron sendas esculturas que los municipios se regalaron entre sí. El ayuntamiento de Telde regaló, a la ciudad de Moguer, una escultura de su principal símbolo el "Ídolo de Tara". A su vez el Ayuntamiento Moguereño regaló a la ciudad de Telde una escultura de Juan Ramón Jiménez, una de sus señas de identidad.
Es obra del escultor teldense Luis Arencibia Betancort. Representa al Ídolo de Tara, una figura antropomorfa aborigen, realizada en terracota, hallada en Telde. Está identificada con el culto a la fertilidad de los antiguos pobladores de la isla de Gran Canaria.
La escultura del Ídolo de Tara está realizada en bronce, y tiene 1,8 metros de altura por 1,2 metros de ancho en su base. Reposa sobre un pie en granito rectangular, en el que figura una placa con el memorial: 

"El M. I. Ayuntamiento de Telde dedica a la ciudad de Moguer, con motivo del hermanamiento, este Ídolo de Tara símbolo prehispánico de la ciudad Grancanaria. La ciudad de Telde fue fundada hacia 1488 por el moguereño Cristóbal García del Castillo."

### Monumento de la Virgen de Montemayor
Ubicación: 37°16′41.72″N 6°50′0.45″O / 37.2782556, -6.8334583

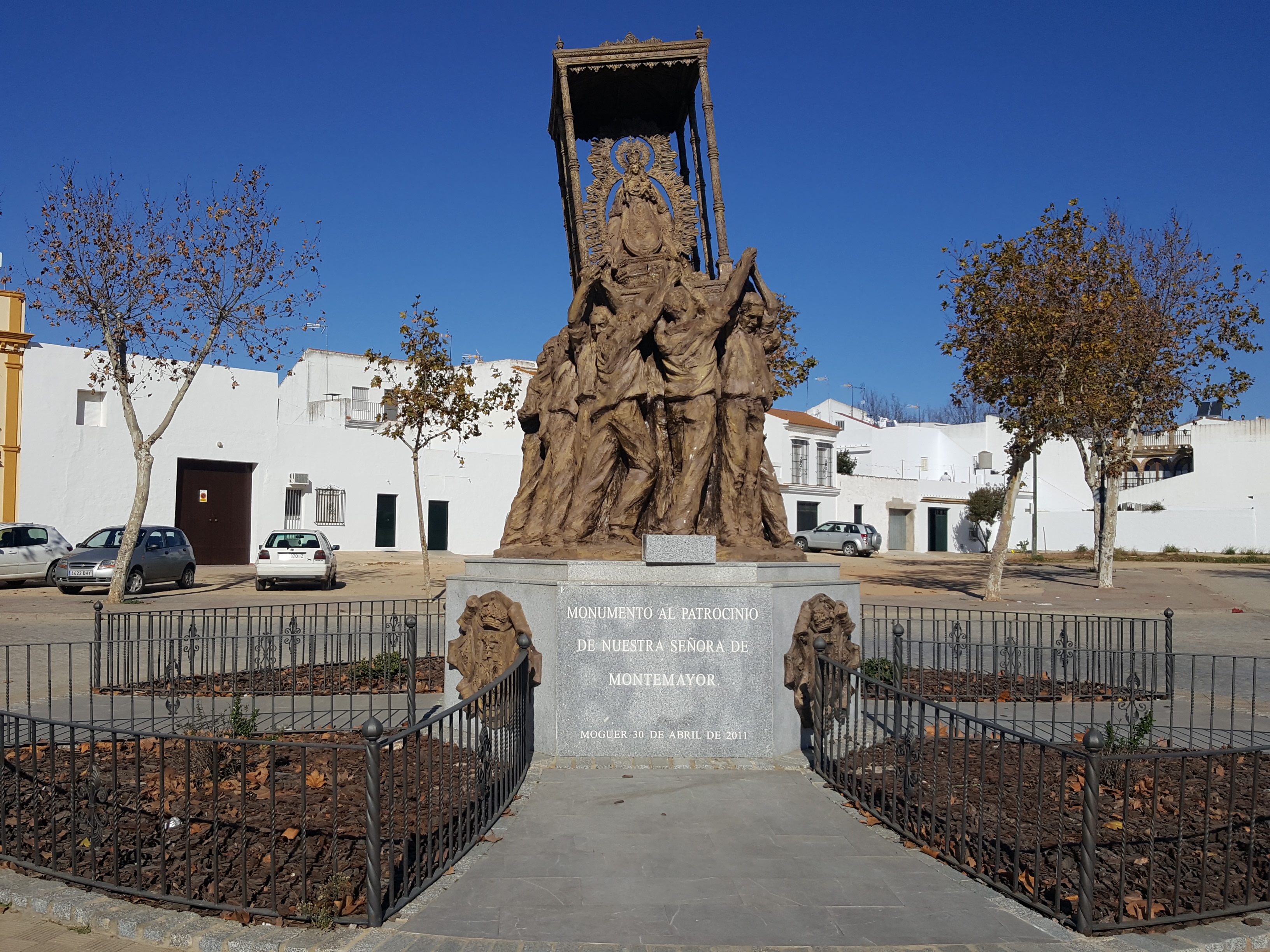
Monumento de la Virgen de Montemayor

Erigido en la rotonda norte del recinto ferial, junto a la calle friseta, frente a la sede de la Hermandad Matriz de Montemayor. Desde su emplazamiento domina la avenida principal en la que se celebra la Velada en honor a la virgen, en torno a día 8 de septiembre. Fue patrocinada por empresas y particulares del municipio.
Fue inaugurado el 1 de julio de 2013, en honor a la patrona de Moguer, la Virgen de Montemayor. El monumento pretende transmitir el hondo amor que el pueblo de Moguer siente por su Patrona. El conjunto escultórico refleja el momento exacto en el cual se alza de manera informal y apasionada las andas de la Virgen, momento donde le emoción está por encima de la norma, creando esa asimetría en la cual el paso esta levemente caído hacia la izquierda contribuyendo a acentuar la sensación de movimiento y la composición dinámica del conjunto.
El autor de este monumento es el escultor Martín Lagares. Se trata de una escultura de bronce vaciado de 4 metros de altura que representa a la Patrona de Moguer en sus andas, alzada por sus costaleros. El monumento se levanta sobre una peana octogonal de granito abuhardado, flanqueada por 4 escudos que representan la ciudad de Moguer, la iglesia parroquial, la Santa Sede y la Hermandad Matriz.